# 原悠衣
原 悠衣（はら ゆい、1984年（昭和59年） - ）は日本の漫画家、イラストレーター。女性。北海道出身。

## 経歴
現在の札幌マンガ・アニメ学院マンガデザイン学科の前身となる札幌デザイナー学院アニメ･マンガ学科に入学。在籍中の同期生に『フラジャイル 病理医岸京一郎の所見』作画担当の恵三朗がいる。
在籍中の2004年（平成16年）、「月刊コミックブレイド」（マッグガーデン）でデビューし、同誌において『ウソツキ勇者』・『GEMINI』・『運命の王様』・『堕天使カナン』を発表。2005年（平成17年）3月に同校を卒業したのち、「まんがタイムきららMAX」（芳文社）にて『きんいろモザイク』を2010年6月号から2020年5月号まで連載。同作はアニメ化もされる代表作となる。
その後、『まんがタイムきららMAX』2020年7月号から『きんいろモザイク』の特別編『きんいろモザイクBest wishes.』の連載を開始。2021年5月号で完結した。
また同時に、イラストレーターとしても活躍しており、書籍やゲームのイラスト、アニメのエンドカードなど幅広い作品がある。当初はイラストレーターとしての仕事ははら名義で受けていたが、わかりやすくするため2014年に原悠衣名義で統一した。

## 作品リスト

### 漫画作品

#### 連載
- 堕天使カナン（『月刊コミックブレイド』2005年5月号 - 9月号）
- 星のウイッチ（『月刊コミックブレイド』2006年3月号 - 2007年6月号）
- きんいろモザイク[4]（『まんがタイムきららMAX』2010年2月号 - 2020年5月号[7]）
  - きんいろモザイク Best wishes.（『まんがタイムきららMAX』2020年7月号[8] - 2021年5月号[9]）
- わかば*ガール（『乙女通信』2010年 - 2011年）[10]
- 宇宙ヨメ（『月刊ComicREX』2012年5月号[11] - 2014年3月号）
- 魔女は満月に咲く（『COMIC FUZ』2023年2月26日[12] - 連載中）

#### 読み切り
- ウソツキ勇者（『月刊コミックブレイド』2004年7月号）
- ジェミニ（『月刊コミックブレイド』2004年9月号）
- 運命の王様（『月刊コミックブレイド』2005年1月号）
- 『テイルズ オブ シンフォニア』のアンソロジー寄稿作品（『テイルズ オブ シンフォニア』2005年）
- 『テイルズ オブ レジェンディア』のアンソロジー寄稿作品（『テイルズ オブ レジェンディア』2005年）
- 『テイルズ オブ ジ アビス』のアンソロジー寄稿作品（『テイルズ オブ ジ アビス』4巻、2007年）
- 猫とまどろむ（『猫あんそろじー』2008年3月28日）
- BLADE海賊本（VOL.1 - VOL.6掲載）
- うんたん！（原作：かきふらい、『けいおん！アンソロジーコミック』2巻、2010年） - 『けいおん！』のアンソロジー寄稿作品。
- 初恋カゲロウ（『月刊ComicREX』2011年1月号）
- ゆめくいメリーさん。（原作：牛木義隆、『夢喰いメリー 4コマアンソロジーコミック』1巻、2011年） - 『夢喰いメリー』のアンソロジー寄稿作品。
- 『Aチャンネル』のアンソロジー寄稿作品（原作：黒田bb、『Aチャンネル アンソロジーコミック』2011年）
- 放課後は続くよ（原作：かきふらい、『けいおん！アンソロジーコミック』5巻、2011年） - 『けいおん！』のアンソロジー寄稿作品。
- お砂糖みたいに甘い灰（『まんがタイムきららカリノ』Vol.2〈2012年〉）
- ほむらの休日（『まんがタイムきらら☆マギカ』Vol.1〈2012年〉）[13]
- 私のちいさなお姫さま。（『サイコミ』2017年[14]）
- 『百合ドリル』の寄稿作品。2018年。[15]
- きんいろモザイク（『まんがタイムきららフォワード』2018年6月号） - ゲスト掲載。通常の4コマ形式ではなくストーリー形式[16]。
- アホ毛はまひろの命（原作：ねことうふ、『お兄ちゃんはおしまい！ 公式アンソロジーコミック』2巻、2022年） - 『お兄ちゃんはおしまい！』のアンソロジー寄稿作品。

### イラスト

#### 漫画関連のイラスト
- 魔法少女まどか☆マギカ 4コマアンソロジーコミック 1（2012年）表紙イラスト
- ニポンゴ 第2巻（2013年）帯の推薦イラスト[17]
- のんのんびより 公式アンソロジー（2014年）カバーイラスト[18]
- かんなぎ 第9巻（2014年）コラボイラスト[19]
- くだみみの猫 第1巻（2014年）ゲストイラスト[20]
- ガールフレンド（仮） 電撃コミックアンソロジー（2015年）イラスト
- ガールフレンド（♪） 電撃コミックアンソロジー（2016年）表紙イラスト
- 三者三葉 アンソロジーコミック（2016年）カバーイラスト
- NEW GAME! アンソロジーコミック（2016年）カバーイラスト[21]
- ステラのまほう アンソロジーコミック（2016年）表紙イラスト
- けものフレンズ コミック×RADIOアンソロジーよんで！きいて!!たーのしー!!!（2018年）カバーイラスト[22]
- となりの吸血鬼さん 公式コミックアンソロジー（2018年）カバーイラスト[23]
- お兄ちゃんはおしまい！ 公式アンソロジーコミック 1巻（2021年）イラスト
- であいもん 公式コミックアンソロジー ～縁～（2022年）イラスト[24]
- お兄ちゃんはおしまい！ 公式アンソロジーコミック 3巻（2023年）カバーイラスト

#### アニメ関連のイラスト
- Aチャンネル（テレビアニメ、2011年）応援イラスト[25]
- ひだまりスケッチ×ハニカム（テレビアニメ、2012年）第3話提供バックイラスト
- 桜Trick（テレビアニメ、2014年）第6話エンドカード
- ご注文はうさぎですか?（テレビアニメ、2014年）第1話エンドカード
- 犬神さんと猫山さん（テレビアニメ、2014年）第6話エンドカード
- 幸腹グラフィティ（テレビアニメ、2015年）第2話提供バックイラスト
- 三者三葉（テレビアニメ、2016年）第4話エンドカード
- 少女終末旅行（テレビアニメ、2017年）応援イラスト[26]
- スロウスタート（テレビアニメ、2018年）第5話エンドカード
- 恋する小惑星（テレビアニメ、2020年）第6話エンドカード
- プリマドール（テレビアニメ、2022年）月下のキャラクター原案、第2話エンディングイラスト・エンドカードイラスト
- 忍者と殺し屋のふたりぐらし（テレビアニメ、2025年）第11話エンドカード

#### ゲーム関連のイラスト
- 桃色大戦ぱいろん（2008年）鈴河翠のイラスト。はら名義。
- PlayStation Vita版 拡散性ミリオンアーサー（2013年）姫騎型市民ちゃん、奉謝型アロンプルのイラスト
- キラキラ☆転入生フェスティバル（『ラブライブ！スクールアイドルフェスティバル』5周年記念企画、2018年）クリスティーナのイラスト[27]

#### その他のイラスト
- ABSOLUTE CASTAWAY（中恵光城）× 鏡也チャンプル 2ndSingle 「YEEL!!!」　ジャケットイラスト（はら名義）[28]
- 中恵光城セルフプロデュース1stアルバム Ricerca -リチェルカ- ジャケットイラスト（はら名義）[29]

### 書籍

#### 漫画単行本
- 『堕天使カナン』、マッグガーデン〈BLADEコミックス〉2005年、全1巻
- 『星のウイッチ』、マッグガーデン〈BLADEコミックス〉2006年 - 2007年、全3巻
- 『きんいろモザイク』、芳文社〈まんがタイムKRコミックス〉2011年 - 2020年、全11巻[4]
  - 『きんいろモザイク Best wishes.』、芳文社〈まんがタイムKRコミックス〉2021年、全1巻
- 『宇宙ヨメ』、一迅社〈IDコミックス REXコミックス〉2012年 - 2014年、全2巻
- 『わかば*ガール』、芳文社〈まんがタイムKRコミックス〉2013年、全1巻[10]
- 『魔女は満月に咲く』、芳文社〈FUZコミックス〉2023年 - 刊行中、既刊4巻（2025年6月2日現在）
  1. 2023年11月1日発売[30][31]、ISBN 978-4-8322-0339-6
  2. 2024年4月1日発売[31]、ISBN 978-4-8322-0388-4
  3. 2024年11月5日発売[31]、ISBN 978-4-8322-0452-2
  4. 2025年6月2日発売[31]、ISBN 978-4-8322-0512-3

#### 画集
- 『きんいろモザイク画集 ひみつのきんいろモザイク』芳文社〈まんがタイムKRコミックス〉、2013年8月27日発売、ISBN 978-4-8322-4344-6
- 『原悠衣画集 "Parade"』芳文社〈まんがタイムKRコミックス〉、2015年5月27日発売[32]、ISBN 978-4-8322-4575-4
- 『きんいろモザイク画集 〜あなたのきんいろモザイク〜』芳文社〈まんがタイムKRコミックス〉、2021年8月20日[33]、ISBN 978-4-8322-7299-6

### その他
- きららファンタジア（ゲーム、2017年）キャラクターデザイン、シナリオ、監修
- プリマドール（メディアミックス、2022年）月下のキャラクター原案[34]